# Apricale
Apricale (ligur nyelven Brigar vagy Avrigà) egy olasz község a Liguria régióban, Imperia megyében.

## Földrajz

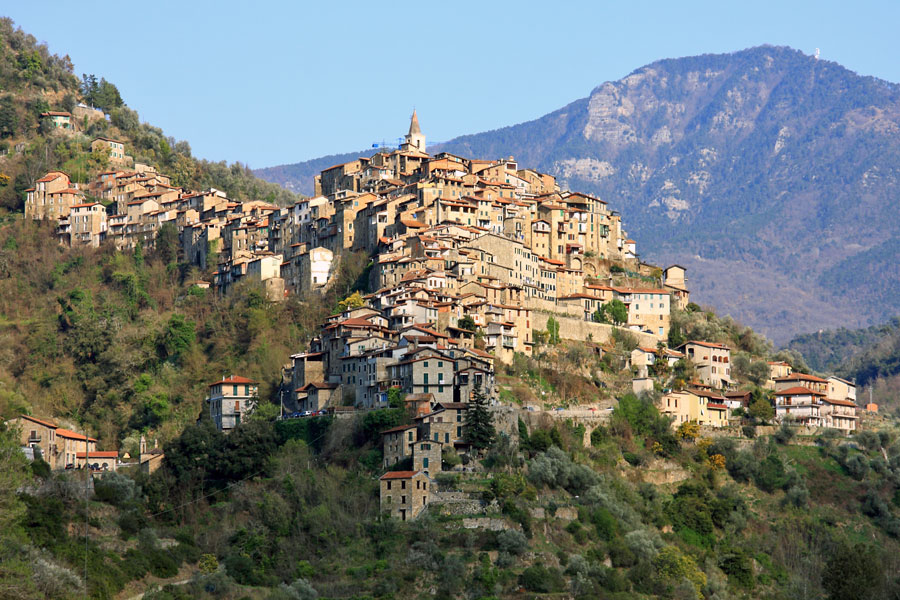
Apricale

Imperiától 52 km-re fekszik, a Ligur-tengertől 13 km-re. 

## Története

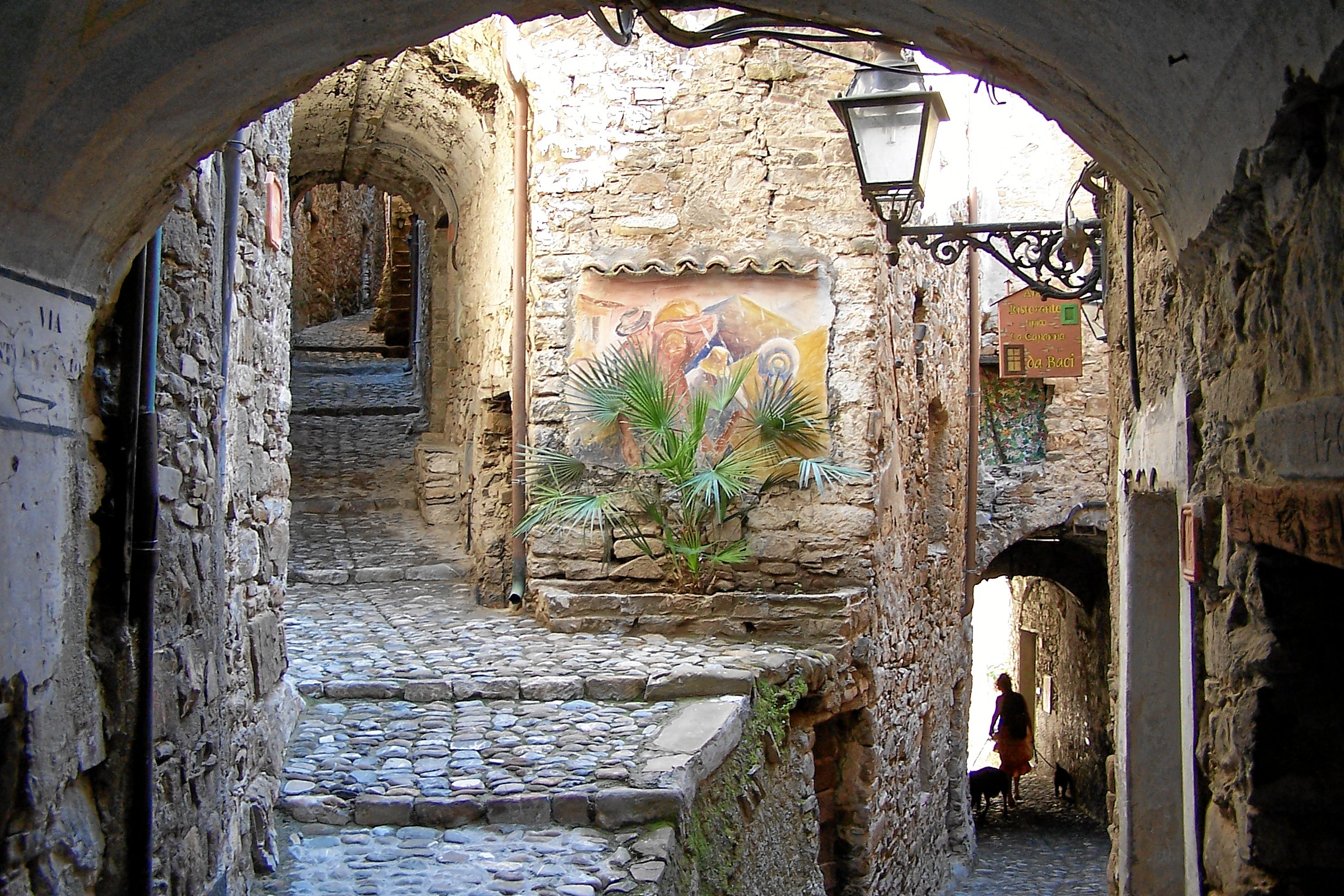
Az óváros egy utcája

A település története az ókorig visszavezethető, viszont a régészeti leletek alapján nem állapítható meg pontosan alapításának ideje. Neve valószínűleg a latin apricus szóból ered, amelynek jelentése a napos, utalva ezzel fekvésére, egy domb déli, napsütötte lejtőjére. Más vélemények szerint az avregu szóból származik, amelynek jelentése kemény szikla. Középkori dokumentumokban Avrigallo, Apricalo és Apricalis néven is szerepel. A középkorban Ventimigliához tartozott, amelytől a 13. században vált el. Később a Doria család birtoka lett, majd a Genovai Köztársaság része lett.

## Látnivalók

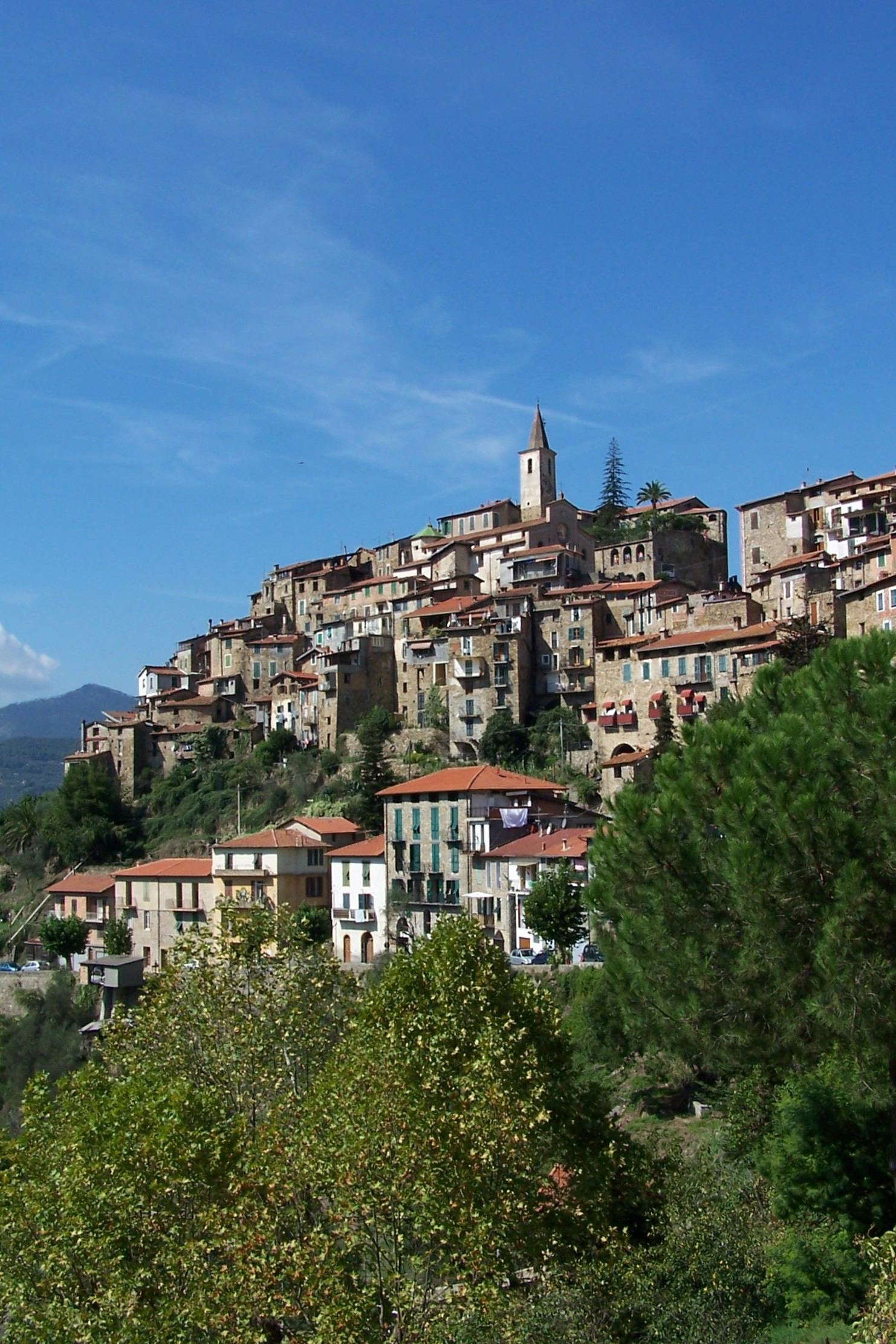
Panoráma

- Purificazione di Maria Vergine plébániatemplom: a 12. század körül épült, többször újjáépítették. 1760-as restaurálásával barokk stílusúvá vált. Homlokzata neoromán. Harangtornyára 2000-ben egy kortárs művészeti alkotás került, mégpedig egy bicikli, címe az Antigravitáció ereje.
- Santa Maria degli Angeli templom: a település lábainál épült, belsejében 15. századi freskók.
- Sant'Antonio templom: 13. századi, a temető mellett épült egy román kori templom maradványaira.
- San Pietro in Ento 11. századi templom romjai
- San Vincenzo Ferrer kápolna: 16. századi, de barokk stílusban újjáépített kápolna a Perinaldóba vezető út mentén, Apricale központjától 1 km-re.
- Castello della Lucertola: Ventimiglia grófjai építtették a 10. században.

## Gazdaság
A település elsősorban az idegenforgalomból él, de jelentős az olivaolaj-termelés, valamint a borászat is. A helyi borok közül a legismertebbek a Rossese.

## Fordítás
- Ez a szócikk részben vagy egészben  az   Apricale című olasz Wikipédia-szócikk fordításán alapul.  Az eredeti cikk szerkesztőit annak laptörténete sorolja fel. Ez a jelzés csupán a megfogalmazás eredetét és a szerzői jogokat jelzi, nem szolgál a cikkben szereplő információk forrásmegjelöléseként.